# بروس بورنس
بروس بورنس (بالإنجليزية: Bruce Burns)‏ هو سياسي أمريكي، ولد في 30 يونيو 1952. حزبياً، نشط في الحزب الجمهوري. وقد انتخب عضو مجلس ولاية وايومنغ وانتخب عضو مجلس نواب وايومنغ.